# Homofonie (hudba)
Homofonie (z řečtiny) znamená takový druh vícehlasé hudby, při němž je jeden vedoucí melodický hlas doprovázen jedním nebo několika podřízenými, doprovodnými. Hlasy mají často společný rytmus; dohromady tvoří akordy.

## Historie
Ve starém Řecku znamenala homofonie způsob zpěvu, kdy hlavní hlas provázelo několik dalších hlasů v unisonu nebo oktávě. Homofonie v dnešním smyslu vznikla zřejmě už ve středověku, ale její zápisy se nezachovaly. Utváří se v hudbě renesance. Rozšířila se v raném baroku počátkem 17. století a rozvíjela především v tehdy novém hudebním druhu – opeře. Šlo v ní totiž o to, aby slovům vedoucího hlasu bylo lépe rozumět než v polyfonii. Tak vznikl monodický styl a generálbas (basso continuo). Homofonie je běžná v celé novější hudbě, klasické i populární, kde vedoucím hlasem bývá zpěv a doprovod tvoří různé nástroje.